# Niemrawiec żółtogłowy
Niemrawiec żółtogłowy (Bungarus flaviceps) – rzadki gatunek jadowitego węża z rodziny zdradnicowatych (Elapidae).
Występuje na Półwyspie Indochińskim i na wyspach Archipelagu Malajskiego. Zajmuje górzyste tereny wilgotnych lasów równikowych. Zazwyczaj osiąga długość 100 cm, maksymalnie 180 cm. Grzbiet niebiesko-czarny, brzuch żółtawy. Wierzch głowy koloru czerwonego lub żółtego. Za dnia mało aktywny, ożywia się dopiero nocą. Poluje głównie na inne węże. Jest gatunkiem rzadko spotykanym, nie zanotowano wielu przypadków ukąszeń, stąd niewiele wiadomo o jego jadzie. Dla człowieka ugryzienie może okazać się śmiertelne.

## Podgatunki
Wyróżniono dwa podgatunki B. flaviceps:
- Bungarus flaviceps baluensis – Malezja Wschodnia (stan Sabah na Borneo).
- Bungarus flaviceps flaviceps – Tajlandia, południowa Mjanma, Kambodża, Wietnam, zachodnia Malezja (w tym Pulau Tioman), Indonezja.